# Physisporinus resinosus
Physisporinus resinosus är en svampart som beskrevs av Ipulet & Ryvarden 2005. Physisporinus resinosus ingår i släktet Physisporinus och familjen Meripilaceae.   Inga underarter finns listade i Catalogue of Life.